# Mekosuchidae
De Mekosuchidae is een familie van uitgestorven krokodilachtigen (Crocodilia) uit Australië en de zuidelijke Stille Oceaan. De groep wordt ook wel als onderfamilie (Mesosuchinae) van de familie krokodillen (Crocodylidae) gezien.
De eerste soorten zijn in het Eoceen van Australië ontstaan. De Mekosuchidae overleefden in Australië tot in het Plioceen, totdat ze door te sterke concurrentie met de krokodillen van het geslacht Crocodylus uitstierven. Op de Pacifische eilanden Fiji, New Caledonia en Vanuatu overleefden de mekosuchiden tot de komst van de mens.

## Indeling
- Orde Crocodilia
  - Superfamilie Crocodyloidea
    - Familie Mekosuchidae
      - Australosuchus
      - Baru
      - Harpacochampsa
      - Kambara
      - Mekosuchus
      - Pallimnarchus
      - Quinkana
      - Trilophosuchus
      - Volia